# Somogyviszló
Somogyviszló là một thị trấn thuộc hạt Baranya, Hungary. Thị trấn này có diện tích 12,63 km², dân số năm 2010 là 246 người, mật độ 19 người/km².